# Alevrada
Alevrada  este un oraș în Grecia în prefectura Aetolia-Acarnania.